# Pornografi i Amerika
| Pornografi i Amerika |
| --- |
| San Fernando Valley, länge centrum i den nordamerikanska porrbranschen. - Betydelse – pornografi i Amerika - Stora marknader – Brasilien, Kanada, Mexiko, USA - Större aktörer – Adult Video News (AVN), Hustler, Gamma, Aylo (Pornhub), Penthouse, Playboy |

Pornografi i Amerika är pornografi producerad eller konsumerad i Amerika, det vill säga i både Nord- och Sydamerika. Här – och i första hand i USA – produceras den största delen av den pornografiska film som sprids via Internet och andra medier.
De till största delen engelskspråkiga USA och Kanada är till stor del en samordnad ekonomisk marknad, och både porrskådespelare, produktionsbolag och IT-bolag verkar på denna gemensamma marknad. Via Internet får dessa produktioner även en global spridning. Mexiko står för en mindre del av marknaden, och via landets spanskspråkighet har produktionen även vissa kopplingar till andra latinamerikanska länder. Även Brasilien har en stor egen produktion.
Många typer av pornografi är lagliga alternativt tolererade i de olika amerikanska länderna. I bland annat USA antas den ha skydd med hjälp av yttrandefrihetslagstiftningen, utom när det handlar om "obsceniteter" och barnpornografi. I de flesta länder finns också restriktioner för minderåriga att ta del av även laglig pornografi.

## Kanada
Det mesta som syns på Internet är tillåtet i Kanada. Skildringar av sexuellt utnyttjande, våld eller nakenbilder med minderåriga är nästan alltid definierat som olagligt i landet. Tidelag är olagligt i Kanada, men detta gäller inte betraktandet av handlingen (direkt eller via ett medium). På senare år har problemet med spridning av barnpornografi och annan olaglig pornografi via Kanada uppmärksammats från politiskt håll.
Kanada är bas för flera större produktions- och distributionsbolag i porrbranschen, mestadels koncentrerat till Montréal.

### Fyra bolag i Montréal

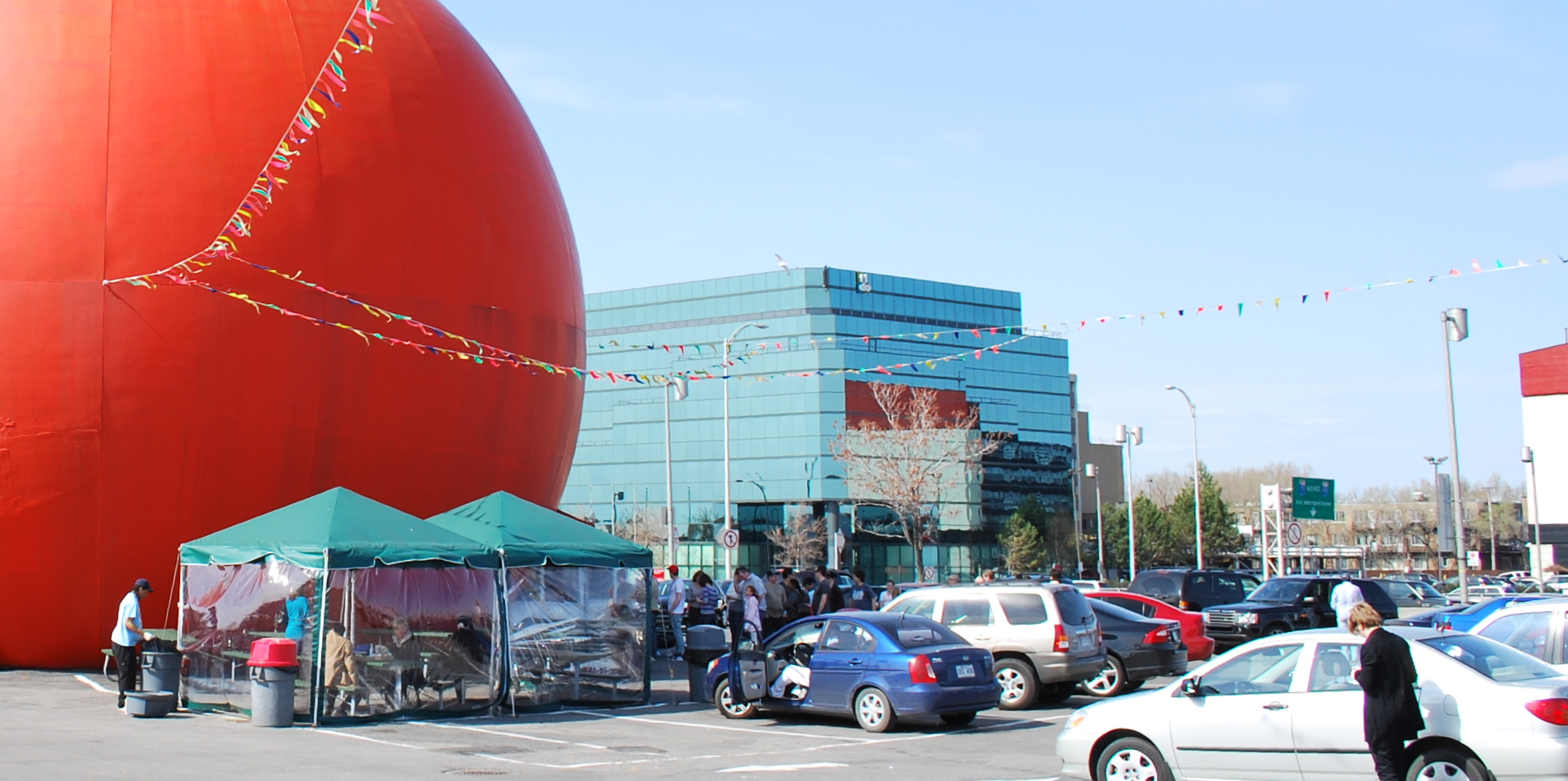
Till vänster Gibeau Orange Julep, välkänd snabbmatsrestaurang i Montréal. I fonden syns byggnaden där Mindgeek numera har sitt huvudkontor.

Sedan millennieskiftet och internetpornografins framväxt har Montréal blivit ett allt tydligare centrum för mycket av den pornografiska verksamheten i Kanada. Detta inkluderar Aylo (tidigare Mindgeek) och Gamma Entertainment, två IT-bolag som tillsammans äger en stor del av den nordamerikanska produktionskapaciteten av pornografisk film.
Aylo är främst känt via Pornhub, den mest uppmärksammade av de reklamfinansierade videoplattformar som sedan slutet av 00-talet kommit att ta över den största delen av den globala, Internet-baserade pornografikonsumtionen. Bolaget (fram till 2013 med namnet Manwin, 2013–2023 som Mindgeek) är ägare till Pornhub och en mängd andra gratissajter och en av de större arbetsgivarna i kanadensiska Montréal, där man beräknas sysselsätta cirka 900 personer i en diskret kontorsbyggnad vid Boulevard Décarie. De övriga, enligt olika uppgifter mellan 100 och 500 anställda, är fördelade mellan ett dussintal länder. Bolagets framgångar har gjort att det kunnat köpa in sig i stora delar av den nordamerikanska porrbranschen, och man äger produktionsbolag och portaler som Brazzers och Men.com.
Gamma är en lite mindre spelare och bland annat verksam via sin abonnemangstjänst Adult Time; denna har sedan lanseringen 2019 profilerat sig som en av porrbranschens största motsvarigheter till den generiska strömningstjänsten Netflix. Både Aylo och Gamma äger eller kontrollerar olika produktionsbolag i USA, och på Gamma finns bland annat den innovativa producenten och produktutvecklaren Bree Mills.
Både Aylo och Gamma är baserade i Montréal, där även betalsajten Manyvids har sitt säte. Manyvids fungerar som distributionsplattform för betalvideor producerade av enskilda och oberoende porrentreprenörer. Från starten 2014 och fram till 2018 har man nått en nivå på 50 miljoner månatliga sidvisningar, 1,4 miljoner återkommande konsumenter och drygt 13 000 enskilda innehållsskapare.
Även Bellesa har säte i Montréal. Man grundades 2017, som ett kvinnostyrt och främst kvinnoorienterat alternativ till de stora kommersiella videoplattformarna av typen Pornhub och Tjeckien-baserade XVideos. Bolaget äger dessutom ett produktionsbolag med ambitionen att producera pornografisk film med ett mer feministiskt och jämställt utseende.

### Övriga Kanada
Sexbutiken Good for Her i Toronto (startad 1997) delade mellan 2006 och 2015 ut Feminist Porn Awards. Under delar av perioden delade man värdskapet av priset med produktionsbolaget Pink and White Productions. 2017 medverkade butiken till lanseringen av Toronto International Porn Festival.
Mindre och mer nischade verksamheter finns på Kanadas stillahavskust, inklusive Vancouver-baserade agenturen Mack Models och deras Porno Bootcamp. Detta är en sorts "skola" för porrskådespelare, lanserat via en reklamkampanj för agenturen.

## USA
I USA antas pornografi ha skydd med hjälp av yttrandefrihetslagstiftningen, utom när det handlar om barnpornografi och det svårdefinierade begreppet "obsceniteter". Sedan tidigare finns restriktioner om att transportera pornografi över en delstatsgräns, vilket lett till kritik mot en otidsenlig lagstiftning i en tid när Internet hela tiden transporterar pornografi över delstatsgränser. USA:s högsta domstol har hittills vägrat att definiera någon form av våldsskildring som obscen, till skillnad från vissa sexuella skildringar.

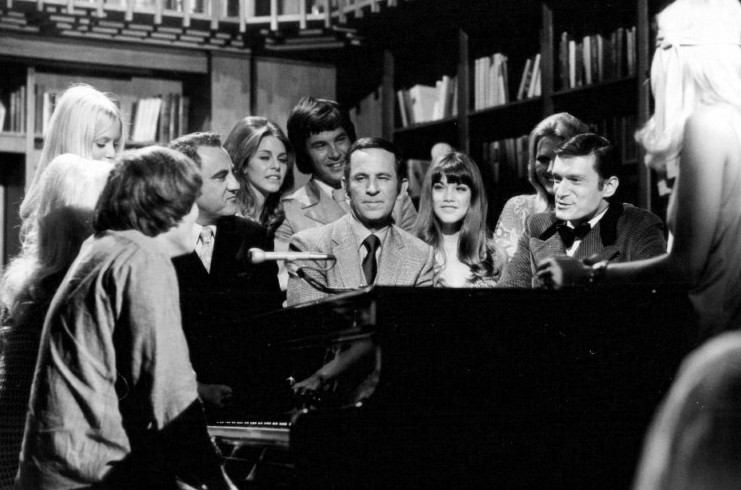
Don Adams, Barbi Benton och Hugh Hefner i TV-programmet Playboy After Dark (1970).

Den största marknaden för pornografi är den i USA, med sina över 300 miljoner invånare och allmänt utbyggda tillgång till Internet. Historiskt har de pornografiska tidningarna Playboy, Penthouse och Hustler varit viktiga för utvecklingen av branschen.
Pornografi legaliserades i USA 1971, då rättsutslag i högsta domstolen gjorde innehav av explicit sexuellt material tillåtet. I grannlandet Kanada är lagstiftningen mer baserad på skadan som ett material kan ge, men i praktiken är skillnaden liten och det pornografiska utbudet i båda länderna jämförbart.

### Olika produktionscentra
Filmbranschen i USA är traditionellt kopplad till södra Kalifornien, även om koncentrationen till "Hollywood" blivit mindre stark på scenare år. På liknande sätt är Los Angeles-området och San Fernando Valley (ibland benämnd som "San Pornando Valley") sedan 1970-talet centrum för den nordamerikanska porrfilmsindustrin. Omlokaliseringen från östkusten och San Francisco-området skedde tidigt, underlättat av tillgången till låga fastighetspriser och närheten till de tekniska resurserna inom den allmänna filmindustrin. Under 1990-talet, när den amerikanska filmindustrin började lämna Hollywood för billigare produktionsvillkor i andra delstater (eller i Kanada), kunde porrfilmsindustrin i San Fernando Valley ge extrainkomster för diverse inspelningspersonal. 1999 minskade filmproduktionen i Los Angeles-området med 13 procent, samtidigt som porrfilmsproduktionen i samma område steg med 25 procent (hjälpt av branschens ökade synlighet via Internet).
Den pornografiska filmindustrin i södra Kalifornien har beräknats sysselsätta minst 3 000 personer, inklusive skådespelare/modeller och övrig inspelningspersonal. Andra siffror antydde att 10 000 till 20 000 personer i början av 00-talet livnärde sig enbart på produktionen i San Fernando Valley. 2011 beräknades 5 000 pornografiska filmproduktioner ha genomförts i området, till största delen i lagerlokaler och bostäder (San Fernando Valley är i huvudsak ett gigantiskt villaområde).
De största produktionsbolagen har historiskt sett varit kopplade till Los Angeles-området. En omdiskuterad "kondomlag" som klubbades 2012 i Los Angeles ledde till att ett antal bolag flyttat stora delar av sin verksamhet till Nevada. 2016 avskaffades dock lagen.
Andra produktionsbolag finns i Florida. Där är det ofta centrerat kring Miami och andra delar av södra Florida, med ett stort fokus på Pro-Am-produktion (se nedan). 2009 fanns i delstaten cirka 24 000 IT-bolag, vilka sammanlagt sysselsatte en kvarts miljon människor, och porrbranschens successiva flytt till Internet gynnades av IT-kompetensen i Florida. Förutom en mängd mindre bolag finns i den södra delen av Floria bland annat Paper Street Media, Reality Kings och Bangbros.

### Siffror och utveckling
Den pornografiska industrin drabbades av finanskrisen 2008, och ungefär samtidigt lanserades ett antal pornografiska motsvarigheter till videogemenskapen Youtube. Via Pornhub, Youporn, XVideos och liknande webbplatser har användare kunnat ladda upp filmmaterial – ofta utan att själva ha tillstånd till det – och tillsammans kunna bygga upp stora databaser med flera miljoner kortare eller längre porrfilmer i olika kategorier. 2021 beräknades Pornhub och XVideos vardera ha över 600 miljoner månatliga besökare – enbart i USA. Bland de större produktionsbolagen finns Bangbros, Brazzers, Evil Angel, Vivid och Vixen. Många av bolagen har på senare år sålts till kanadensiska Mindgeek eller Tjeckien-baserade WGCZ, ägare till de största kommersiella videogemenskaperna. Miami-baserade Paper Street Media, med kvinnlig VD, har via studior som Team Skeet, Mylf och Charged tagit stor plats på det sena 2010-talets Internetscen.

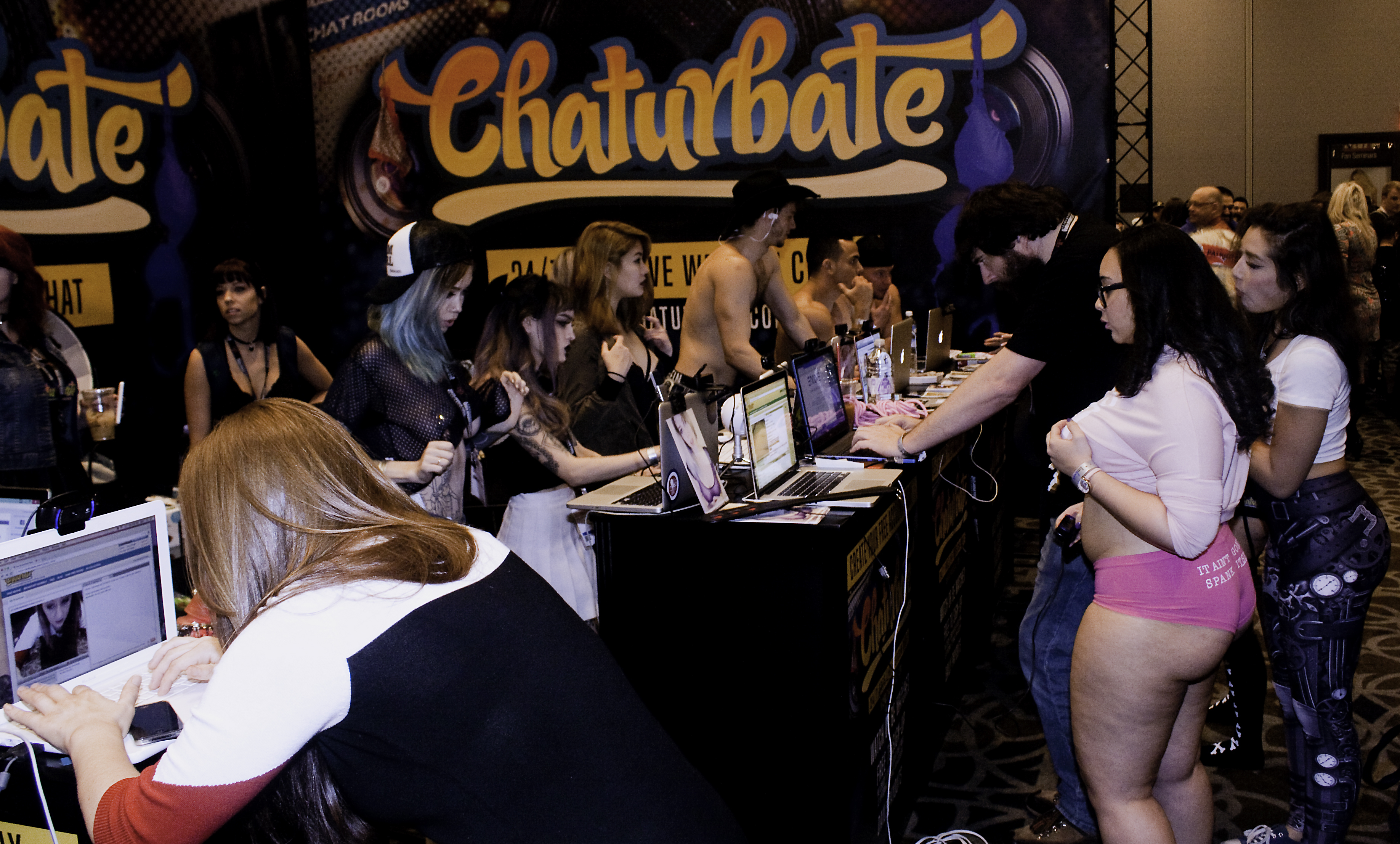
Från 2016 års AVN-mässa, här vid montern för Chaturbate – med webbkameramodellande som affärsidé.

Den stora tillgången till gratis pornografi anses har gynnat framväxten av amatörpornografi, med eller utan koppling till gonzopornografi eller våldspornografi. Det som marknadsförs som "amatörpornografi" är ofta produktioner med unga och oetablerade kvinnliga skådespelare. Detta är ibland omskrivet via teleskopordet Pro-Am (för Professional Amateurs).
Siffror från branschtidningen AVN visar att den legala porrmarknaden i USA år 2005 omsatte 12,6 miljarder dollar, och siffror från 1999 talade om omsättningen från San Fernando Valley-producerat material som 4 miljarder US-dollar årligen. I jämförelse var den amerikanska datorspelsmarknaden värd 10,3 miljarder dollar år 2006, enligt branschorganisationen Entertainment Software Association (ESA).
Fram till 2015 beräknas porrbranschen i USA ha minskat i omsättning till 5 miljarder dollar, nästan helt på grund av tillväxten av videogemenskaperna som slog igenom cirka 2007. I slutet av 2010-talet ökade dock omsättningen återigen. Detta kan bero på att konsumentskaran numera i allt högre grad tillhör Generation Y, den första generationen som fick tillgång till Internet under sin tonårstid. Tillväxten av betaltjänster för strömmande media (exempelvis Netflix) är baserat på millenniegenerationens tendens att lägga mer av sina inkomster på mediekonsumention än tidigare generationer. Den generationen är mer beredd att engagera sig i influerare, en utveckling som sker samtidigt som fler porrskådespelare marknadsför sig själva via sociala medier och ofta producerar eget material via tjänster som Onlyfans (grundat 2016). 2010-talets allmänna tillgång till (gratis) Internetpornografi har också bidragit till normalisera mediet och avstigmatisera konsumtionen hos stora delar av de yngre generationerna.
Flera branschmässor arrangeras årligen i USA. Detta inkluderar AVN Adult Entertainment Expo i Las Vegas, där bolag och enskilda entreprenörer i olika delar av sexbranschen samlas, knyter affärskontakter och marknadsför sig själva. XBiz- och AVN-prisgalorna är branschens försök att skapa en porrfilmens motsvarighet till den allmänna amerikanska filmbranschens oscarsgala.

### Konservativt motstånd
Den faktiska normaliseringen av pornografi bland ungdomar, liksom pornografins påverkan på innehållet i sociala medier, ser många som exempel på ett sjukt samhälle. Sedan 2016 har 16 delstater instiftat lagar som utser pornografin till en "offentlig hälsokris". Den första av delstaterna, Utah, har även lagstiftat om att som förval blockera pornografi i smartmobiler som säljs i delstaten.
De inblandade delstaterna är mestadels republikanskt ledda, samtidigt som vissa undersökningar antytt att republikansk eller konservativ politisk tillhörighet ofta har ett samband med större konsumtion av pornografi. Även andra republikanska plattformar har uttalat att de stödjer hälsokrisförklaringarna. Samma konservativa vindar har 2022 lett till upphävandet av den grundlagsskyddade rätten till abort i landet.

## Latinamerika
Pornografi är mer eller mindre lagligt i de flesta länderna i Latinamerika. Ett undantag är Venezuela, där den socialistiska regimen 2017 förbjöd all publicering av pornografi. Spridning av pornografi till barn och ungdomar är olaglig i bland annat Argentina.

### Brasilien
| Vänster: Olivia Del Rio, brasiliansk skådespelerska (2002). Höger: Mia Marín, mexikansk skådespelerska (2017). |  | Vänster: Olivia Del Rio, brasiliansk skådespelerska (2002). Höger: Mia Marín, mexikansk skådespelerska (2017). |
| Vänster: Olivia Del Rio, brasiliansk skådespelerska (2002). Höger: Mia Marín, mexikansk skådespelerska (2017). |  | |

Sydamerikas största land Brasilien har en stor egen produktion. I mitten av 2010-talet omnämndes Brasileirinhas som landets ledande produktionsbolag.
På senare år har man uppmärksammats för olika satsningar på "alternativ pornografi", en svårdefinierad genrebeskrivning som ofta inkluderar mer nischade och udda inslag. Den extrema kortfilmen 2 Girls 1 Cup, som 2007 blev viral över stora delar av Internet, var producerad i Brasilien.
Det faktum att USA-baserade produktionsbolag oftast spelar in filmer i Brasilien utan att använda kondom har lett till kritik från den brasilianska porrbranschen. Barnpornografi är sedan 2003 olagligt i landet, oavsett medium.

### Mexiko
Ett antal mindre produktionsbolag är verksamma i Mexiko, och en uppgift från 2018 angav antalet till 12 000. Pornografi är lagligt i landet, med undantag för verk som inkluderar våld eller olika typer av "utnyttjande". Den lagskärpning som skedde 2018, via beslut i landets högsta domstol, har lett till diskussion om vad som egentligen gjorts olagligt.
Mexiko har även blivit uppmärksammat som hemvist för en stor del av världsproduktionen av barnpornografi – olaglig i de flesta av världens länder. Man har även med viss framgång bekämpat problemet med hämndporr, det vill säga privat producerad pornografi som spridits utan samtycke från de inblandade.